# 罗伊·厄克特
羅伯特·艾略特·「羅伊」·厄克特 CB DSO（1901年11月28日—1988年12月13日）是一位英國少將。在二戰期間市場花園行動中的阿納姆戰役擔任英國陸軍第一空降師的指揮官。在講述市場花園行動的電影《遙遠的橋》中由肖恩·康納利扮演。